# جون روبين
جون روبين (بالإنجليزية: John Rubin)‏ هو سياسي أمريكي، ولد في 23 يونيو 1948. حزبياً، نشط في الحزب الجمهوري. وقد انتخب عضو مجلس نواب كنساس.